# Piper lanceifolium
Piper lanceifolium är en pepparväxtart som beskrevs av Carl Sigismund Kunth. Piper lanceifolium ingår i släktet Piper och familjen pepparväxter. Inga underarter finns listade i Catalogue of Life.